# Herb Pawła VI
Herb papieski Pawła VI – oficjalny herb Stolicy Apostolskiej w czasie pontyfikatu Pawła VI (1963–1978).

## Opis
Tarcza herbowa jest jednopolowa, typu włoskiego (testa di cavallo) w kształcie końskiego łba. Na czerwonym polu tarczy znajdują się trzy srebrne symbole kwiatu białej lilii (fleur-de-lis) usytuowane nad pasem sześciu srebrnych szczytów, ułożonych na siebie. Motyw zaczerpnięto z herbu rodziny Montinich, z której pochodził papież Paweł VI.
Tarczę wieńczy tiara z białymi infułami wykończonymi złotą frędzlą i ozdobionymi na swoich rozłożonych na boki końcach krzyżami. Panoplium tworzą skrzyżowane w skos dwa klucze, złoty i srebrny, skierowane piórami ku górze, przepasane czerwonym cingulum.
Paweł VI jako dewizę wybrał słowa: In nomine Domini (W imię Pańskie). Dewizy, która znajdowała się wcześniej w herbie kardynalskim, nie umieszczono w herbie papieskim.